# Marscheiderbach (Lehbach)
Der Marscheiderbach (auch Gondersbach) ist ein rechter Zufluss des Lehbaches bei Schillingen im rheinland-pfälzischen Landkreis Trier-Saarburg. Er hat eine Länge von 2,57 Kilometern und ein Wassereinzugsgebiet von 4,175 Quadratkilometern.

## Geographie

### Verlauf
Der Marscheiderbach entspringt nördlich des Tannenhofes, fließt östlich an Schillingen und westlich der Anhöhe Marscheid (506 Meter über NN) vorbei und mündet unterhalb des Keller Stausees und südlich der Landesstraße 143 in den Lehbach.

### Zuflüsse
Ein rechter Zufluss des Marscheiderbaches ist der 855 Meter lange Bach vom Lindenhof, dem wiederum von links der 664 Meter lange Bach vom Kellergebrüche zufließt.